# L'avventura di Hammy con il boomerang
L'avventura di Hammy con il boomerang (Hammy's Boomerang Adventure) è un cortometraggio del 2006 ambientato poco dopo il finale de La gang del bosco. Può essere visto nei contenuti speciali del DVD e del Blu-ray del film. Nel doppiaggio originale, Steve Carell, Bruce Willis, Madison Davenport, Shane Baumel, Sami Kirkpatrick e Garry Shandling riprendono i propri ruoli. Nel doppiaggio italiano, Hammy non è più doppiato dal cantante Pupo, ma da Francesco Vairano. Stessa cosa per RJ, che qui, anziché essere doppiato da Luca Ward, è doppiato da Antonio Sanna.

## Doppiatori
| Personaggio | Doppiatore originale | Doppiatore italiano |
| ----------- | -------------------- | ------------------- |
| Hammy       | Steve Carell         | Francesco Vairano   |
| RJ          | Bruce Willis         | Antonio Sanna       |
| Verne       | Garry Shandling      | Franco Mannella     |
| Seghetto    | Sami Kirkpatrick     | Alex Polidori       |
| Pennina     | Madison Davenport    | Angelica Bolognesi  |
| Chiodino    | Shane Baumel         | Ruggero Valli       |

Nota: il personaggio di Stella (insieme alla sua doppiatrice originale) viene inserito nei titoli di coda, nonostante egli non appaia nel corto.

## Home video
Il corto è stato pubblicato nel DVD de La gang del bosco il 17 ottobre 2006 dalla Paramount Home Entertainment. Successivamente, è stato distribuito nel Blu-ray dello stesso film il 5 febbraio 2019 dalla Universal Pictures Home Entertainment.